# Stefan Weiß (Filmeditor)
Stefan Weiß (* 1978) ist ein deutscher Filmeditor und Filmemacher aus München.

## Leben
Stefan Weiß wurde Mitte der 1990er Jahre als Filmeditor und Schnitt-Assistent aktiv. Für seinen Kurzfilm Rosenstiehl wurde er 2006 beim Festival of Nations in Ebensee am Traunsee mit dem goldenen Bären für den besten Film ausgezeichnet. Er war häufiger, auch bei größeren Produktionen, als Schnitt-Assistent tätig.
Er ist Mitglied im Bundesverband Filmschnitt Editor (bfs) und Adobe Certified Instructor (ACI).
Er ist auch als Finanz-Berater und Podcaster tätig.

## Filmografie

### Regie
- 2001: Persönliches (Kurzfilm)
- 2005: Rosenstiehl (Kurzfilm)

### Schnitt
- 2001: Persönliches (Kurzfilm)
- 2002: Der rote Akkord (Kurzfilm)
- 2003: Love hurts (Kurzfilm)
- 2003: Tiefenfahrt (Kurzfilm)
- 2004: Mrs. Smith (Kurzfilm)
- 2005: Rosenstiehl (Kurzfilm)
- 2009: Das Bloghaus.tv (Fernsehserie, 2 Folgen)
- 2012: Body and Brain – Peter Radtke – Ein Leben in tausend Brüchen (Dokumentarfilm)
- 2012: Linie 102 (Kurzfilm)
- 2019: Reincarnation – Looking for a Sign (Dokumentarfilm)
- 2020: Emerald Paradise (Dokumentarfilm)

## Bücher
- 2021: Wieviel Gewinn bleibt vom Umsatz?, wh Media